# Olympische Sommerspiele 2008/Schwimmen – 50 m Freistil (Männer)
Der Wettbewerb über 50 Meter Freistil der Männer bei den Olympischen Spielen 2008 in Peking wurde vom 14. bis 16. August 2008 im Nationalen Schwimmzentrum Peking ausgetragen. 97 Athleten nahmen daran teil.
Es fanden 13 Vorläufe statt. Die 16 schnellsten Schwimmer aller Vorläufe qualifizierten sich für die zwei Halbfinals, die am nächsten Tag ausgetragen wurden. Für das Finale qualifizierten sich die acht zeitschnellsten Schwimmer beider Halbfinals.

## Rekorde
Vor Beginn der Olympischen Spiele waren folgende Rekorde gültig.
| Weltrekord         | Eamon Sullivan ( Australien)      | 21,28 s | Sydney, Australien | 28. März 2008 |
| Olympischer Rekord | Alexander Popow ( Vereintes Team) | 21,91 s | Barcelona, Spanien | 30. Juli 1992 |

Während der Olympischen Spiele wurde folgender Rekord gebrochen:
| Olympischer Rekord | César Cielo | 21,30 s | Peking, Volksrepublik China | 16. August 2008 |

## Titelträger
| Olympiasieger | Gary Hall junior ( Vereinigte Staaten)          | 21,93 s | Athen 2004     |
| Weltmeister   | Benjamin Wildman-Tobriner ( Vereinigte Staaten) | 21,88 s | Melbourne 2007 |
| Europameister | Alain Bernard ( Frankreich)                     | 21,66 s | Eindhoven 2008 |

## Vorlauf

### Vorlauf 1
| Platz | Name         | Nation    | Zeit    | Anmerkung |
| ----- | ------------ | --------- | ------- | --------- |
| 1     | Alois Dansou | Benin     | 24,54 s |           |
| 2     | Omar Jasim   | Bahrain   | 24,65 s |           |
| 3     | Yasser Núñez | Nicaragua | 26,00 s |           |

### Vorlauf 2
| Platz | Name                         | Nation                       | Zeit    | Anmerkung |
| ----- | ---------------------------- | ---------------------------- | ------- | --------- |
| 1     | Thepphithak Chindavong       | Laos                         | 29,31 s |           |
| 2     | Rene Jacob Yougbara          | Burkina Faso                 | 30,08 s |           |
| 3     | Abdulsalam Al Gadabi         | Jemen                        | 30,63 s | NR        |
| 4     | Mohamed Alhousseini Alhassan | Niger                        | 30,90 s |           |
| 5     | Kareem Valentine             | Antigua und Barbuda          | 31,23 s |           |
| 6     | Stany Kempompo Ngangola      | Demokratische Republik Kongo | 35,19 s |           |

### Vorlauf 3
| Platz | Name                  | Nation        | Zeit    | Anmerkung |
| ----- | --------------------- | ------------- | ------- | --------- |
| 1     | Charlton Nyirenda     | Malawi        | 27,46 s |           |
| 2     | Jackson Niyomugabo    | Ruanda        | 27,74 s |           |
| 3     | Khalid Rushaka        | Tansania      | 28,50 s |           |
| 4     | Dwayne Benjamin Didon | Seychellen    | 28,95 s |           |
| 5     | Mohamed Coulibaly     | Mali          | 29,09 s |           |
| 6     | Alischer Tschingisow  | Tadschikistan | 29,10 s |           |
| 7     | Ibrahim Shameel       | Malediven     | 29,28 s |           |
| 8     | Mamadou Cisse         | Guinea        | 29,29 s |           |

### Vorlauf 4
| Platz | Name                | Nation             | Zeit    | Anmerkung |
| ----- | ------------------- | ------------------ | ------- | --------- |
| 1     | Stewart Glenister   | Amerikanisch-Samoa | 25,45 s |           |
| 2     | Hamza Abdouh        | Palästina          | 25,60 s |           |
| 3     | Kyaw Zin            | Myanmar            | 26,17 s |           |
| 4     | Tural Abbasov       | Aserbaidschan      | 26,31 s |           |
| 5     | Hem Thon Ponleu     | Kambodscha         | 27,39 s |           |
| 6     | Prasiddha Jung Shah | Nepal              | 27,59 s |           |
| 7     | Gilbert Kaburu      | Uganda             | 27,72 s |           |
| 8     | Ahmed Adam          | Sudan              | 30,12 s |           |

### Vorlauf 5
| Platz | Name               | Nation                             | Zeit    | Anmerkung |
| ----- | ------------------ | ---------------------------------- | ------- | --------- |
| 1     | Alain Brigion Tobe | Kamerun                            | 24,53 s |           |
| 2     | Sidni Hoxha        | Albanien                           | 24,56 s |           |
| 3     | Zane Jordan        | Sambia                             | 24,82 s |           |
| 4     | Andreý Molçanow    | Turkmenistan                       | 25,02 s |           |
| 5     | Kerson Hadley      | Föderierte Staaten von Mikronesien | 25,34 s |           |
| 6     | John Kamyuka       | Botswana                           | 25,54 s |           |
| 7     | Adil Baig          | Pakistan                           | 25,66 s |           |
| 8     | Kouassi Brou       | Elfenbeinküste                     | 26,08 s |           |

### Vorlauf 6
| Platz | Name              | Nation                   | Zeit    | Anmerkung |
| ----- | ----------------- | ------------------------ | ------- | --------- |
| 1     | Yellow Yeiyah     | Nigeria                  | 24,00 s |           |
| 2     | Rodion Davelaar   | Niederländische Antillen | 24,21 s |           |
| 3     | Anas Hamadeh      | Jordanien                | 24,40 s |           |
| 4     | Luke Hall         | Eswatini                 | 24,41 s |           |
| 5     | Daniel Lee        | Sri Lanka                | 24,92 s |           |
| 6     | Chakyl Camal      | Mosambik                 | 24,93 s | NR        |
| 7     | Niall Roberts     | Guyana                   | 25,13 s |           |
| 8     | Mohamed Attoumane | Komoren                  | 29,63 s |           |

### Vorlauf 7
| Platz | Name              | Nation                       | Zeit    | Anmerkung |
| ----- | ----------------- | ---------------------------- | ------- | --------- |
| 1     | Oliver Elliot     | Chile                        | 22,75 s | NR        |
| 2     | Norbert Trandafir | Rumänien                     | 22,80 s |           |
| 3     | Árni Már Árnason  | Island                       | 22,81 s | NR        |
| 4     | Jevon Atkinson    | Jamaika                      | 22,83 s | NR        |
| 5     | Stanislaw Kusmin  | Kasachstan                   | 22,91 s |           |
| 6     | Martyn Forde      | Barbados                     | 23,08 s |           |
| 7     | Josh Laban        | Amerikanische Jungferninseln | 23,28 s |           |
| 8     | Witali Wassiljew  | Kirgisistan                  | 24,02 s |           |

### Vorlauf 8
| Platz | Name                          | Nation                  | Zeit    | Anmerkung |
| ----- | ----------------------------- | ----------------------- | ------- | --------- |
| 1     | Flori Lang                    | Schweiz                 | 22,27 s |           |
| 2     | Jacinto Ayala                 | Dominikanische Republik | 22,57 s |           |
| 3     | Jurij Jehoschyn               | Ukraine                 | 22,77 s |           |
| 4     | Mohammad Madwa                | Kuwait                  | 22,83 s |           |
| 5     | Jonathan Javier Camacho Riera | Venezuela               | 22,87 s |           |
| 6     | Francisco Picasso             | Uruguay                 | 23,01 s |           |
| 7     | Elvis Burrows                 | Bahamas                 | 23,19 s |           |
| 8     | Rolandas Gimbutis             | Litauen                 | 24,36 s |           |

### Vorlauf 9
| Platz | Name             | Nation      | Zeit    | Anmerkung |
| ----- | ---------------- | ----------- | ------- | --------- |
| 1     | David Dunford    | Kenia       | 22,29 s |           |
| 2     | Miko Mälberg     | Estland     | 22,37 s | NR        |
| 3     | Cai Li           | China       | 22,50 s |           |
| 3     | Alessandro Calvi | Italien     | 22,50 s |           |
| 5     | Andrej Radsionau | Belarus     | 22,65 s | NR        |
| 6     | Daniel Coakley   | Philippinen | 22,69 s |           |
| 7     | Virdhawal Khade  | Indien      | 22,73 s |           |
| 8     | Camilo Becerra   | Kolumbien   | 22,93 s |           |

### Vorlauf 10
| Platz | Name                  | Nation       | Zeit    | Anmerkung |
| ----- | --------------------- | ------------ | ------- | --------- |
| 1     | Jernej Godec          | Slowenien    | 22,21 s |           |
| 2     | Apostolos Tsagkarakis | Griechenland | 22,39 s |           |
| 3     | Richard Hortness      | Kanada       | 22,42 s |           |
| 4     | Yoris Grandjean       | Belgien      | 22,45 s |           |
| 5     | Matti Rajakylä        | Finnland     | 22,48 s |           |
| 6     | Robert Lijesen        | Niederlande  | 22,51 s |           |
| 7     | Jakob Andkjær         | Dänemark     | 22,52 s |           |
| 8     | José Meolans          | Argentinien  | 22,58 s |           |

### Vorlauf 11
| Platz | Name                | Nation              | Zeit    | Anmerkung |
| ----- | ------------------- | ------------------- | ------- | --------- |
| 1     | César Cielo         | Brasilien           | 21,47 s | OR, AM    |
| 2     | George Bovell       | Trinidad und Tobago | 21,77 s |           |
| 3     | Garrett Weber-Gale  | Vereinigte Staaten  | 21,95 s |           |
| 4     | Nicholas Santos     | Brasilien           | 22,00 s |           |
| 5     | Duje Draganja       | Kroatien            | 22,05 s |           |
| 6     | Bartosz Kizierowski | Polen               | 22,15 s |           |
| 7     | Javier Noriega      | Spanien             | 22,33 s |           |
| 8     | Kaan Tayla          | Türkei              | 22,66 s |           |

### Vorlauf 12
| Platz | Name                      | Nation             | Zeit    | Anmerkung |
| ----- | ------------------------- | ------------------ | ------- | --------- |
| 1     | Amaury Leveaux            | Frankreich         | 21,46 s | OR        |
| 2     | Stefan Nystrand           | Schweden           | 21,75 s |           |
| 2     | Benjamin Wildman-Tobriner | Vereinigte Staaten | 21,75 s |           |
| 4     | Rafed El-Masri            | Deutschland        | 21,96 s |           |
| 5     | Krisztián Takács          | Ungarn             | 22,14 s |           |
| 6     | Gideon Louw               | Südafrika          | 22,17 s |           |
| 7     | Andrei Gretschin          | Russland           | 22,20 s |           |
| 8     | Mohamed Mamdouh           | Ägypten            | 23,92 s |           |

### Vorlauf 13
| Platz | Name            | Nation         | Zeit    | Anmerkung |
| ----- | --------------- | -------------- | ------- | --------- |
| 1     | Roland Schoeman | Südafrika      | 21,76 s |           |
| 2     | Alain Bernard   | Frankreich     | 21,78 s |           |
| 3     | Eamon Sullivan  | Australien     | 21,79 s |           |
| 4     | Ashley Callus   | Australien     | 22,11 s |           |
| 5     | Jewgeni Lagunow | Russland       | 22,30 s |           |
| 6     | Mark Foster     | Großbritannien | 22,35 s |           |
| 6     | Salim Iles      | Algerien       | 22,35 s |           |
| 8     | Steffen Deibler | Deutschland    | 22,67 s |           |

## Halbfinale

### Lauf 1
| Platz | Name             | Nation              | Zeit    | Anmerkung |
| ----- | ---------------- | ------------------- | ------- | --------- |
| 1     | César Cielo      | Brasilien           | 21,34 s | OR, AM    |
| 2     | Stefan Nystrand  | Schweden            | 21,71 s |           |
| 3     | Eamon Sullivan   | Australien          | 21,75 s |           |
| 4     | Krisztián Takács | Ungarn              | 21,84 s |           |
| 5     | Duje Draganja    | Kroatien            | 21,85 s |           |
| 6     | George Bovell    | Trinidad und Tobago | 21,86 s |           |
| 7     | Gideon Louw      | Südafrika           | 21,97 s |           |
| 8     | Rafed El-Masri   | Deutschland         | 22,09 s |           |

### Lauf 2
| Platz | Name                      | Nation             | Zeit    | Anmerkung |
| ----- | ------------------------- | ------------------ | ------- | --------- |
| 1     | Alain Bernard             | Frankreich         | 21,54 s |           |
| 2     | Ashley Callus             | Australien         | 21,68 s |           |
| 3     | Roland Schoeman           | Südafrika          | 21,74 s |           |
| 4     | Amaury Leveaux            | Frankreich         | 21,76 s |           |
| 4     | Benjamin Wildman-Tobriner | Vereinigte Staaten | 21,76 s |           |
| 6     | Garrett Weber-Gale        | Vereinigte Staaten | 22,08 s |           |
| 7     | Bartosz Kizierowski       | Polen              | 22,12 s |           |
| 8     | Nicholas Santos           | Brasilien          | 22,15 s |           |

## Finale
| Platz | Name                      | Nation             | Zeit    | Anmerkung |
| ----- | ------------------------- | ------------------ | ------- | --------- |
| 1     | César Cielo               | Brasilien          | 21,30 s | OR, AM    |
| 2     | Amaury Leveaux            | Frankreich         | 21,45 s |           |
| 3     | Alain Bernard             | Frankreich         | 21,49 s |           |
| 4     | Ashley Callus             | Australien         | 21,62 s |           |
| 5     | Benjamin Wildman-Tobriner | Vereinigte Staaten | 21,64 s |           |
| 6     | Eamon Sullivan            | Australien         | 21,65 s |           |
| 7     | Roland Schoeman           | Südafrika          | 21,67 s | AF        |
| 8     | Stefan Nystrand           | Schweden           | 21,72 s |           |